# Antíoc de Siracusa
Antíoc de Siracusa (en llatí Antiochus, en grec antic Ἀντίοχος) va ser un historiador sicilià, que Dionís d'Halicarnàs anomena "un historiador molt antic". Era fill de Xenòfanes.
Va viure cap a l'any 423 aC i era contemporani de Tucídides i de la Guerra del Peloponès. De la seva vida no se'n sap res, però les seves obres històriques van ser molt apreciades pels seus contemporanis i eren molt acurades i de gran exactitud.
Les seves dues obres conegudes són: 
- Una història de Sicília en 9 llibres, que anava des del regnat del rei Còcal fins a l'any 424 aC, segons diu Diodor de Sicília. També el mencionen Pausànias[a], Climent d'Alexandria i Teodoret.
- Una història d'Itàlia, esmentada molt sovint per Estrabó.[1]